# OPAC
OPAC (acronimo di On-line public access catalog, ovvero catalogo in rete ad accesso pubblico) è l'interfaccia di accesso al catalogo informatizzato delle biblioteche.

## Funzione
L'OPAC è il catalogo informatizzato delle biblioteche che ha sostituito i vecchi cataloghi cartacei.
L'OPAC offre molte opportunità in più rispetto ai vecchi cataloghi a schede:
- fra i criteri di ricerca di solito ci sono l'autore, il titolo, il soggetto, la classificazione, l'ISBN, l'editore, l'abstract, la lingua, l'anno di pubblicazione e la parola chiave (campo ricerca libera);
- si può filtrare la ricerca con vari criteri o sottocataloghi (ad esempio: libro moderno, libro antico, audio-video-PC, grafica, materiale sonoro e musicale);
- con la nascita del web dagli inizi degli anni '90 con l'OPAC si possono ricercare libri anche da casa.

Compilando uno o più campi di ricerca, l'utente ottiene l'elenco delle notizie corrispondenti ai parametri di ricerca inseriti: da qui è possibile raffinare la ricerca inserendo ulteriori filtri, oppure esaminare in maniera analitica le informazioni recuperate e restituite in un formato sintetico (spesso una lista comprendente pochi campi principali, quali titolo, autore e anno).
L'esame analitico dei record permette all'utente di esaminare l'intera descrizione bibliografica della notizia, e da qui navigare, attraverso i link interni, fra i vari campi della descrizione.
L'OPAC infine consente, a partire dalla notizia così recuperata, di visualizzare le sue localizzazioni, ossia le informazioni relative alla biblioteca che possiede quel documento e ai dati gestionali che ne permettono la richiesta (numero d'inventario, collocazione) oltre ad altre informazioni di servizio quali le condizioni di circolazione dell'opera (disponibile per il prestito, attualmente in prestito, ecc.).
Molti OPAC consentono servizi aggiuntivi quali la prenotazione dei documenti attualmente in prestito, la richiesta di prenotazione, il salvataggio delle ricerche effettuate su spazi personali accessibili con login.
Sono sempre più frequenti le integrazioni degli OPAC con altri strumenti di recupero dell'informazione, quali il collegamento con altri motori di ricerca, siti di e-commerce, risorse elettroniche on-line, servizi di accesso al full-text (testo integrale) attraverso il protocollo OpenURL.
Esistono anche interfacce che consentono di consultare più OPAC simultaneamente, spesso basate sul protocollo Z39.50.

## Storia
A partire dalla metà degli anni ottanta gli OPAC hanno man mano sostituito la maggior parte dei cataloghi a schede.
Mentre i primi OPAC di solito erano accessibili solo da terminali dedicati oppure via telnet, oggi sono consultabili da tutti tramite Internet all'interno del proprio browser.
Trasferire i cataloghi cartacei in banche dati digitali è un lavoro che richiede molto tempo: in Italia le prime biblioteche hanno cominciato a catalogare in modo automatizzato solo dal 1981 e i volumi acquisiti precedentemente (che costituiscono il cosiddetto pregresso) spesso non sono compresi: per cercare queste opere, quindi, l'unica possibilità è recarsi sul posto a consultare i cataloghi a schede.
Negli ultimi anni, l'OPAC tradizionalmente inteso ha iniziato a mostrare alcuni limiti, tanto che, a cominciare dagli Stati Uniti d'America, si è aperto il dibattito sugli strumenti che ne dovrebbero segnare il superamento, i cosiddetti OPAC di nuova generazione, o discovery tools, tra i quali ne sono stati sviluppati diversi, proprietari (come Summon o Primo) o open source (come VuFind).